# T-14 Armata

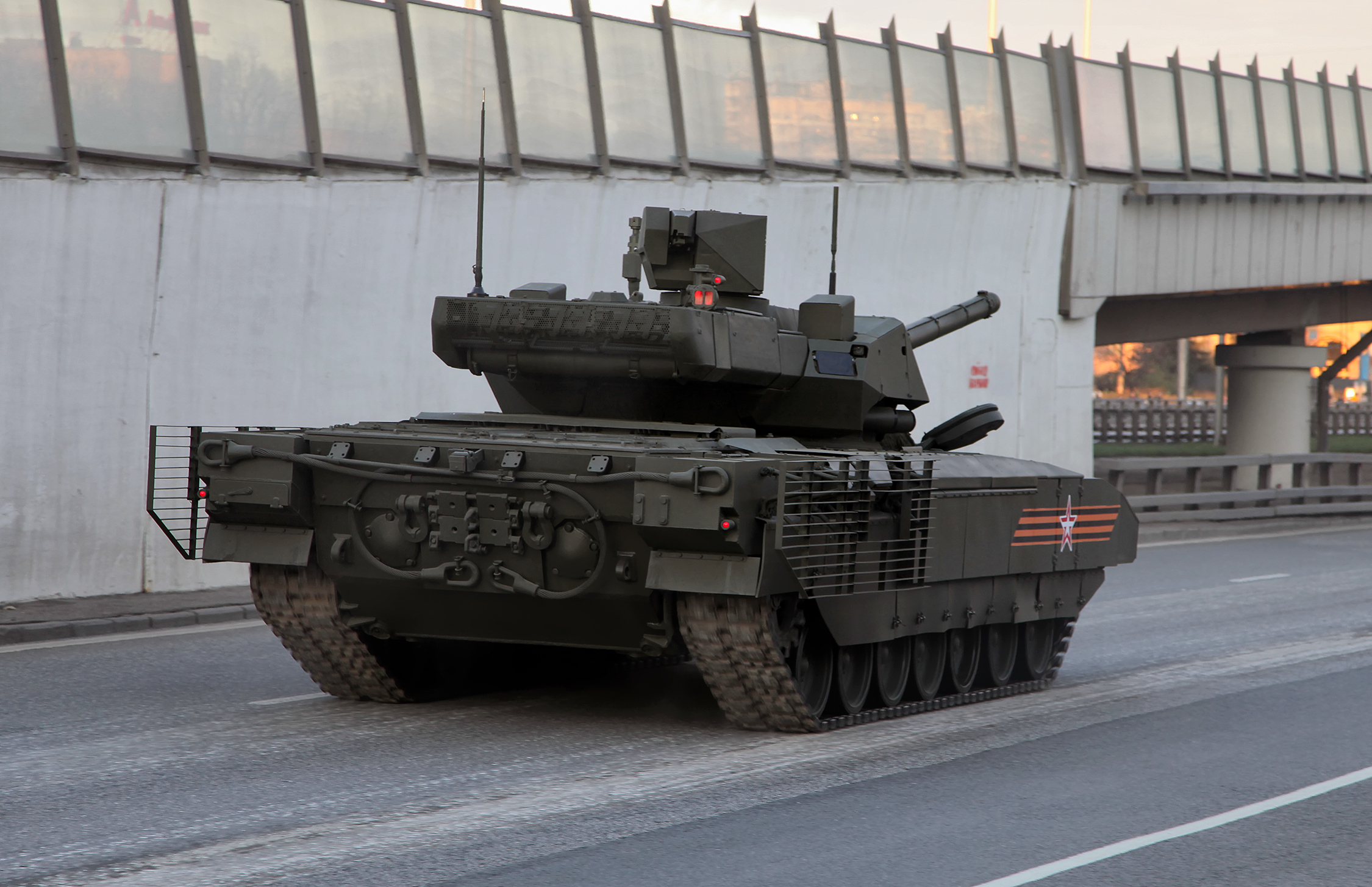
A parte traseira do T-14.

O T-14 Armata (russo:  Т-14 «Армата» designação industrial Ob'yekt 148 em russo:  Объект 148)  é um tanque de guerra desenvolvido e produzido pela Rússia para servir como o principal veículo blindado do seu exército. Esse tanque de batalha de última geração baseado na Plataforma de Combate Universal Armata é o primeiro tanque de próxima geração produzido em série.
Apesar de tecnologicamente avançado, a falta de compradores internacionais e carência de recursos por parte do governo russo acabou atrapalhando o projeto de produzir este veículo em massa. Em novembro de 2022, os jornais The Moscow Times e Newsweek reportaram que o programa estatal sob o qual o T-14 Armata estava sendo desenvolvido foi oficialmente interrompido. O governo russo, por outro lado, afirmou que entre 2022 e 2023, o programa de produção em massa do Armata havia sido reiniciado.

## História
Após o cancelamento do T-95 em 2010, Uralvagonzavod iniciou o estudo de design do OKR Armata ("Armamento"). O estudo resultou no Objeto 148 baseado no T-95 (ele próprio baseado no Objeto 187). O exército russo reduziu as ordens T-90 a partir de 2012 para se preparar para a chegada do novo tanque.
Após anos de desenvolvimento ele foi oficialmente apresentado ao público durante o Desfile do Dia da Vitória em 2015, realizado em Moscou.
O exército russo inicialmente planejava adquirir 2 300 tanques T-14 entre 2015 e 2020. Contudo, problemas de produção e falta de dinheiro atrasou esses planos para o final de 2025, até que o projeto de construir este tanque em massa foi prontamente cancelado. Os cem veículos já planejados passaram a ser incorporados a Divisão Taman (a 2ª Divisão Tamanskaya de Blindados de elite); testes problemáticos e o caríssimo projeto e manutenção destes tanques causaram ainda mais atrasos nas entregas.

## Projeto
O Armata foi projetado ao longo de cinco anos e apresentou várias características inovadoras, incluindo uma torre não tripulada. A tripulação de três pessoas está sentada em uma cápsula blindada na frente do casco, que também inclui um banheiro para a tripulação.

### Equipamento
Armado com um canhão de 125 mm montado sob uma torre automatizada de alta tecnologia, o tanque é descrito como um dos melhores de sua geração. Seu sistema de blindagem retroativa (o Afghanit) é altamente eficiente, capaz de proteger sua tripulação (três soldados) do impacto de uma variedade de munições perfurantes, como aqueles de energia cinética. Seu motor a diesel é um ChTZ 12Н360 (A-85-3A) com potência de 1500 cavalos, que faz com que ele chegue a alcançar mais de 90 km/h.

## Reações estrangeiras
O T-14 Armata tem sido descrito como uma grande preocupação para os exércitos ocidentais e a inteligência britânica via a torre não tripulada como fornecendo muitas vantagens. Observadores ocidentais, no entanto, questionam a capacidade da Rússia de produzir tanques modernos como o T-90 e o T-14 em números significativos. Em resposta ao Armata, a empresa alemã Rheinmetall AG desenvolveu o seu novo canhão L/51 de 130mm, com capacidade de penetração 50% maior que o modelo anteiror. A Alemanha e a França uniram forças para desenvolver o "Main Ground Combat System" (MGCS) para competir com os avanços tecnológicos da Armata e substituir tanto o Leclerc e o Leopard 2 até 2030.